# Gressholman
Gressholman ou Grasholmen est une île de la municipalité de Harstad dans le comté de Troms, en Norvège. Elle fait partie d'un petit archipel de plusieurs îlots juste à l'extérieur de la ville de Harstad le long du Vågsfjorden, à l'extrémité nord du détroit de Tjeldsundet (en). 
Le village de Fauskevåg se trouve sur la grande île de Hinnøya, juste à l'ouest de Grasholmen. Les îlots sont des zones de loisirs populaires, surtout en été.